# Kiki Amsberg
Pia Maria (Kiki) Amsberg (Amsterdam, 1939) is een Nederlands auteur en voormalig televisieregisseur, journalist en programmamaker bij de VPRO.

## Jeugd
Kiki Amsberg is de derde dochter van Julius Fritz Amsberg, een Joodse Duitse bankier, en Alice Vorreiter, een rooms-katholieke Belgische actrice uit Hannover, die in 1934 voor het nationaalsocialisme naar Amsterdam waren gevlucht.
Net als haar oudere zus Ariane wilde zij graag toneelspelen, maar omdat dat op tegenstand van haar moeder stuitte, ging zij Frans studeren in Amsterdam. Zij werd lid van vrouwendispuut Arktos, onderdeel van de AVSV; in 1974 zou ze een radioverslag maken over de opheffing van Arktos. Na anderhalf jaar studie werkte zij een paar jaar voor Jan Brusse. Ze kreeg een vakantiebaan voor drie maanden bij de Franse radio in Parijs, maar bleef daar veel langer.

## Radio
Van 1968 tot 1999 werkte Amsberg bij de VPRO. Zij was redacteur van de radioprogramma's VPRO-Vrijdag, Permanent Wave, het vrouwenradioprogramma D.Colleté, Express-VPRO en OVT, en eindredacteur van Kwesties. Vanaf 1984 maakte ze programma's voor Het Spoor en Het Spoor Terug, waarvoor ze ook live presentaties deed en documentaires maakte. Het spoor terug werd voor de serie Ras breekt het uur der vrijheid aan (1990) onderscheiden met de Zilveren Reissmicrofoon. Voor OVT maakte zij onder meer documentaires over de rol van de VOC in de Nederlandse en overzeese geschiedenis (OVT en de VOC, 1994) en de Nederlandse handel op de Oostzeelanden tijdens de Gouden Eeuw (De moedernegotie, 1994). 

## Televisie
Ook voor televisie maakte Amsberg vele documentaires, zoals een portret van Sicco Mansholt (1992), een documentaire over Sanatorium Zonnestraal (Zonnestraal, drempels tussen lucht en aarde, 1994), en portretten van Charley Toorop (Charley Toorop, de wil is alles, 1995) en Stien Eelsingh (Stiene - Schilderes op Staphorst, 2004). In 2003 maakte ze voor NIK-Media de film De verdwenen Mediene, over het Joodse leven in de provincie voor de Tweede Wereldoorlog.

## Publicaties
Amsberg publiceerde in De Groene Amsterdammer en Opzij. Voor Denken over liefde en macht (dat een half jaar lang het best verkochte non-fictie boek in Nederland was) interviewde zij Nancy Friday, Kate Millett, Nancy Chodorow, Lillian Rubin, Luce Irigaray, Andreas Burnier, Doris Lessing, Elizabeth Wilson en andere toonaangevende leden van de vrouwenbeweging. In 2015 gaf zij een boek uit over het werkelijke en verzonnen leven van haar Duitse grootvader Ansbert Vorreiter. In 2025 kwam haar boek 'Hoe de liefde vergleed' uit, dat verhaalt over de moeizame relatie van haar ouders en hun seksualiteit. 

## Privé
Kiki Amsberg is de zus van wijlen feministe, schrijfster en activiste Ariane Amsberg. Zij is getrouwd met communicatiewetenschapper en opiniemaker Joost Smiers. 